# Batocarpus
Batocarpus es un género con cuatro especies de plantas de flores pertenecientes a la familia  Moraceae, son nativos del este de Asia.

## Especies seleccionadas
- Batocarpus amazonicus
- Batocarpus costaricensis
- Batocarpus maranhensis
- Batocarpus orinocensis